# Wit (rzeka)
Wit (bułg. Вит, łac. Utus) – rzeka w północnej Bułgarii, prawy dopływ Dunaju. Długość – 189 km, powierzchnia zlewni – 3225 km², średni przepływ u ujścia – 19,18 m³/s.
Rzeka Wit powstaje z połączenia potoków Biały Wit (Бели Вит) i Czarny Wit (Черни Вит) koło miasta Tetewen w paśmie górskim Lestwica (Stara Płanina). Za początek Witu uważa się źródła potoku Ribarica, dopływu Białego Witu, na wysokości 2030 m n.p.m. na północnych stokach szczytu Weżen w paśmie Złatiszko-tetewenska płanina. Płynąc na północny wschód Wit opuszcza Starą Płaninę, przecina Nizinę Naddunajską, mija od zachodu miasto okręgowe Plewen i uchodzi do Dunaju koło wsi Somowit. Wit ma około dziesięciu dopływów, z których największym jest Kamenka (49 km).
Zobacz też: Bitwa nad rzeką Utus